# جیمز هیرویکی لیائو
جیمز هیرویکی لیائو (به انگلیسی: [] Error: {{Lang}}: فاقد متن (راهنما)) بازیگر اهل آمریکا و با قومیتی ژاپنی است
او در سال ۲۰۰۴ فارغ التحصیل مدرسه درام جولیارم شد او تا کنون در فیلم‌هایی چون ۲۴ و فرار از زندان نقش آفرینی کرده‌است.